# Station Strazeele
Station Strazeele is een spoorwegstation in de Franse gemeente Strazele.